# Scelio philippinensis
Scelio philippinensis är en stekelart som beskrevs av William Harris Ashmead 1905. Scelio philippinensis ingår i släktet Scelio och familjen Scelionidae. Inga underarter finns listade i Catalogue of Life.